# فيليب كوك (ممثل)
فيليب كوك (بالصينية: 郭追) هو ممثل صيني، ولد في 21 أكتوبر 1951 في تايبيه في تايوان.

## أعمال

### أفلام
- (1997) الغد لا يموت[1][2][3]

## وصلات خارجية
- فيليب كوك على موقع IMDb (الإنجليزية)
- فيليب كوك على موقع ألو سيني (الفرنسية)
- فيليب كوك على موقع أول موفي (الإنجليزية)
- فيليب كوك على موقع قاعدة بيانات الفيلم (الإنجليزية)
- فيليب كوك على موقع كينوبويسك (الروسية)